# Административно-территориальное деление Скопинского района

Скопинский район на карте Рязанской области

Карта Скопинского района

Скопинский район в рамках административно-территориального устройства включает 2 посёлка городского типа и 7 сельских округов.
В рамках организации местного самоуправления, муниципальный район делится на 9 муниципальных образований, в том числе 2 городских и 7 сельских поселений:
- Павелецкое городское поселение (р.п. Павелец)
- Побединское городское поселение (р.п. Побединка)
- Вослебовское сельское поселение (с. Вослебово)
- Горловское сельское поселение (с. Горлово)
- Ильинское сельское поселение (с. Ильинка)
- Корневское сельское поселение (с. Корневое)
- Полянское сельское поселение (с. Поляны)
- Успенское сельское поселение (с. Успенское)
- Шелемишевское сельское поселение (с. Шелемишево).

Посёлки городского типа соответствуют городским поселениям, сельские округа — сельским поселениям.

## Формирование муниципальных образований
В результате муниципальной реформы к 2006 году на территории 26 сельских округов было образовано 7 сельских поселений.
| Административно-территориальная единица | Населённый пункт       | Муниципальное образование        |
| --------------------------------------- | ---------------------- | -------------------------------- |
| Вердеревский сельский округ             | Вердерево              | Вослебовское сельское поселение  |
| Вердеревский сельский округ             | Кушуново               | Вослебовское сельское поселение  |
| Вослебовский сельский округ             | Брикетная              | Вослебовское сельское поселение  |
| Вослебовский сельский округ             | Вослебово              | Вослебовское сельское поселение  |
| Вослебовский сельский округ             | Лесничество            | Вослебовское сельское поселение  |
| Новинский сельский округ                | Воздвиженка            | Вослебовское сельское поселение  |
| Новинский сельский округ                | Дмитриевский Хутор     | Вослебовское сельское поселение  |
| Новинский сельский округ                | Летово                 | Вослебовское сельское поселение  |
| Новинский сельский округ                | Новое                  | Вослебовское сельское поселение  |
| Новинский сельский округ                | Савиловка              | Вослебовское сельское поселение  |
| Новинский сельский округ                | Свистовка              | Вослебовское сельское поселение  |
| Богословский сельский округ             | Богослово              | Горловское сельское поселение    |
| Богословский сельский округ             | Красный Май            | Горловское сельское поселение    |
| Богословский сельский округ             | Нюховец                | Горловское сельское поселение    |
| Богословский сельский округ             | Суровцы                | Горловское сельское поселение    |
| Горловский сельский округ               | Горлово                | Горловское сельское поселение    |
| Горловский сельский округ               | Дмитриево              | Горловское сельское поселение    |
| Горловский сельский округ               | Ново-Александрово      | Горловское сельское поселение    |
| Затворнинский сельский округ            | Затворное              | Горловское сельское поселение    |
| Затворнинский сельский округ            | Писарево               | Горловское сельское поселение    |
| Катинский сельский округ                | Катино                 | Горловское сельское поселение    |
| Катинский сельский округ                | Катино                 | Горловское сельское поселение    |
| Клекотковский сельский округ            | Измайловка             | Горловское сельское поселение    |
| Клекотковский сельский округ            | Клекотки               | Горловское сельское поселение    |
| Муравлянский сельский округ             | Львовка                | Горловское сельское поселение    |
| Муравлянский сельский округ             | Муравлянка             | Горловское сельское поселение    |
| Нагишевский сельский округ              | Купчая                 | Горловское сельское поселение    |
| Нагишевский сельский округ              | Нагиши                 | Горловское сельское поселение    |
| Петрушинский сельский округ             | Петрушино              | Горловское сельское поселение    |
| Рудинский сельский округ                | Алмазово               | Горловское сельское поселение    |
| Рудинский сельский округ                | Рудинка                | Горловское сельское поселение    |
| Рудинский сельский округ                | Троице-Орловка         | Горловское сельское поселение    |
| Березняговский сельский округ           | Березняги              | Ильинское сельское поселение     |
| Березняговский сельский округ           | Лазинка                | Ильинское сельское поселение     |
| Березняговский сельский округ           | Мшанка                 | Ильинское сельское поселение     |
| Березняговский сельский округ           | Широкий                | Ильинское сельское поселение     |
| Ильинский сельский округ                | Высокое                | Ильинское сельское поселение     |
| Ильинский сельский округ                | Ильинка                | Ильинское сельское поселение     |
| Казинский сельский округ                | Казинка                | Ильинское сельское поселение     |
| Казинский сельский округ                | Лазинка                | Ильинское сельское поселение     |
| Князевский сельский округ               | Велемья                | Корневское сельское поселение    |
| Князевский сельский округ               | Князево                | Корневское сельское поселение    |
| Князевский сельский округ               | Осиново-Шилово         | Корневское сельское поселение    |
| Князевский сельский округ               | Петрушино              | Корневское сельское поселение    |
| Корневский сельский округ               | Дома отдыха            | Корневское сельское поселение    |
| Корневский сельский округ               | Корневое               | Корневское сельское поселение    |
| Корневский сельский округ               | Пупки                  | Корневское сельское поселение    |
| Новокелецкий сельский округ             | Новые Кельцы           | Корневское сельское поселение    |
| Администрация пгт Павелец               | Вязовенка              | Павелецкое городское поселение   |
| Администрация пгт Павелец               | Делехово               | Павелецкое городское поселение   |
| Администрация пгт Павелец               | Красная Деревня        | Павелецкое городское поселение   |
| Администрация пгт Павелец               | Кремлево               | Павелецкое городское поселение   |
| Администрация пгт Павелец               | Кремлево               | Павелецкое городское поселение   |
| Администрация пгт Павелец               | Мшанка                 | Павелецкое городское поселение   |
| Администрация пгт Павелец               | Павелец                | Павелецкое городское поселение   |
| Администрация пгт Павелец               | Павелец 2              | Павелецкое городское поселение   |
| Администрация пгт Павелец               | Хворощевка             | Павелецкое городское поселение   |
| Администрация пгт Павелец               | Южный                  | Павелецкое городское поселение   |
| Администрация пгт Павелец               | Павелец                | Павелецкое городское поселение   |
| Администрация пгт Побединка             | Большак                | Побединское городское поселение  |
| Администрация пгт Побединка             | Кочугурки              | Побединское городское поселение  |
| Администрация пгт Побединка             | Отрада                 | Побединское городское поселение  |
| Администрация пгт Побединка             | Победное               | Побединское городское поселение  |
| Администрация пгт Побединка             | Подмакарьево           | Побединское городское поселение  |
| Администрация пгт Побединка             | Поплевинский           | Побединское городское поселение  |
| Администрация пгт Побединка             | Секирино               | Побединское городское поселение  |
| Администрация пгт Побединка             | Чулково                | Побединское городское поселение  |
| Администрация пгт Побединка             | Побединка              | Побединское городское поселение  |
| Ермоловский сельский округ              | Дмитриево              | Полянское сельское поселение     |
| Ермоловский сельский округ              | Ермолово               | Полянское сельское поселение     |
| Ермоловский сельский округ              | Перики                 | Полянское сельское поселение     |
| Ермоловский сельский округ              | Свинушки               | Полянское сельское поселение     |
| Полянский сельский округ                | Поляны                 | Полянское сельское поселение     |
| Гремячковский сельский округ            | Гремячка               | Успенское сельское поселение     |
| Лопатинский сельский округ              | Вослебово              | Успенское сельское поселение     |
| Лопатинский сельский округ              | Красный                | Успенское сельское поселение     |
| Лопатинский сельский округ              | Лопатино               | Успенское сельское поселение     |
| Моховский сельский округ                | Галино                 | Успенское сельское поселение     |
| Моховский сельский округ                | Гривцы                 | Успенское сельское поселение     |
| Моховский сельский округ                | Деменьшино             | Успенское сельское поселение     |
| Моховский сельский округ                | Моховое                | Успенское сельское поселение     |
| Моховский сельский округ                | Рюмки                  | Успенское сельское поселение     |
| Рождественский сельский округ           | Николо-Скопин          | Успенское сельское поселение     |
| Рождественский сельский округ           | Рождествено            | Успенское сельское поселение     |
| Успенский сельский округ                | Вороновка              | Успенское сельское поселение     |
| Успенский сельский округ                | Дозоровка              | Успенское сельское поселение     |
| Успенский сельский округ                | Московский             | Успенское сельское поселение     |
| Успенский сельский округ                | Немерово               | Успенское сельское поселение     |
| Успенский сельский округ                | Покровский             | Успенское сельское поселение     |
| Успенский сельский округ                | Рудинка                | Успенское сельское поселение     |
| Успенский сельский округ                | Свобода                | Успенское сельское поселение     |
| Успенский сельский округ                | Смекаловка             | Успенское сельское поселение     |
| Успенский сельский округ                | Советский              | Успенское сельское поселение     |
| Успенский сельский округ                | Успенское              | Успенское сельское поселение     |
| Желтухинский сельский округ             | Большая Косыревка      | Шелемишевское сельское поселение |
| Желтухинский сельский округ             | Говорово               | Шелемишевское сельское поселение |
| Желтухинский сельский округ             | Говорово               | Шелемишевское сельское поселение |
| Желтухинский сельский округ             | Гореловка              | Шелемишевское сельское поселение |
| Желтухинский сельский округ             | Гусиловка              | Шелемишевское сельское поселение |
| Желтухинский сельский округ             | Дегтярка               | Шелемишевское сельское поселение |
| Желтухинский сельский округ             | Дубровщина             | Шелемишевское сельское поселение |
| Желтухинский сельский округ             | Желтухино              | Шелемишевское сельское поселение |
| Желтухинский сельский округ             | Желтухино              | Шелемишевское сельское поселение |
| Желтухинский сельский округ             | Желтухинский           | Шелемишевское сельское поселение |
| Желтухинский сельский округ             | Иваньково              | Шелемишевское сельское поселение |
| Желтухинский сельский округ             | Ключеревка             | Шелемишевское сельское поселение |
| Желтухинский сельский округ             | Козловка               | Шелемишевское сельское поселение |
| Желтухинский сельский округ             | Кондауровка            | Шелемишевское сельское поселение |
| Желтухинский сельский округ             | Кузьминка 2            | Шелемишевское сельское поселение |
| Желтухинский сельский округ             | Ленинка                | Шелемишевское сельское поселение |
| Желтухинский сельский округ             | Петровка               | Шелемишевское сельское поселение |
| Желтухинский сельский округ             | Рановка                | Шелемишевское сельское поселение |
| Желтухинский сельский округ             | Шелемишевские Хутора   | Шелемишевское сельское поселение |
| Шелемишевский сельский округ            | Боровое                | Шелемишевское сельское поселение |
| Шелемишевский сельский округ            | Городецкое             | Шелемишевское сельское поселение |
| Шелемишевский сельский округ            | Гудовка                | Шелемишевское сельское поселение |
| Шелемишевский сельский округ            | Дымово-Волконское      | Шелемишевское сельское поселение |
| Шелемишевский сельский округ            | Дымово-Государственное | Шелемишевское сельское поселение |
| Шелемишевский сельский округ            | Журавлиха              | Шелемишевское сельское поселение |
| Шелемишевский сельский округ            | Конюхово               | Шелемишевское сельское поселение |
| Шелемишевский сельский округ            | Костемерево            | Шелемишевское сельское поселение |
| Шелемишевский сельский округ            | Московка               | Шелемишевское сельское поселение |
| Шелемишевский сельский округ            | Наумово                | Шелемишевское сельское поселение |
| Шелемишевский сельский округ            | Новобараково           | Шелемишевское сельское поселение |
| Шелемишевский сельский округ            | Полянские Выселки      | Шелемишевское сельское поселение |
| Шелемишевский сельский округ            | Уланово                | Шелемишевское сельское поселение |
| Шелемишевский сельский округ            | Ураково                | Шелемишевское сельское поселение |
| Шелемишевский сельский округ            | Шелемишево             | Шелемишевское сельское поселение |